# Kyrsten Sinema
Kyrsten Lea Sinema (Tucson, 12 de julho de 1976) é uma advogada e política estadunidense que serviu Senadora pelo estado do Arizona de 2019 a 2025, quando foi um dos três senadores independentes. Anteriormente, integrou a Câmara dos Representantes dos Estados Unidos por três mandatos consecutivos, além de ter servido em ambas as casas do legislativo estadual do Arizona.
Sinema iniciou sua carreira política no Partido Verde. Tornou-se conhecida por sua advocacia pelos direitos LGBT e o casamento entre pessoas do mesmo sexo em seu estado. Em 2012, foi eleita para a Câmara dos Representantes e passou a fazer parte da Coalização Blue Dog, adotando posições políticas moderadas e bipartidárias durante seu mandato. Em 2018, elegeu-se senadora, registrando a primeira vitória democrata ao Senado pelo Arizona desde 1988.
Abertamente bissexual, Sinema se tornou a primeira pessoa abertamente bissexual e a segunda mulher abertamente LGBT (depois de Tammy Baldwin, de Wisconsin) a ser eleita para o Congresso. Em 2018, se converteu na primeira pessoa abertamente bissexual e a segunda pessoa abertamente LGBT (depois de Baldwin) eleita para o Senado dos Estados Unidos, bem como a primeira mulher eleita para o Senado pelo Arizona.
Sinema é considerada uma centrista e apoiadora do bipartidarismo em ações legislativas. Durante o 116º Congresso, em média, ela votou em apoio as posições de Donald Trump em cerca de 25% das vezes, a segunda maior marca entre senadores democratas, atrás de Joe Manchin da Virgínia Ocidental.
No dia 9 de dezembro de 2022, Sinema deixou o Partido Democrata, tornando-se uma Senadora independente. Com pouco apoio, ela decidiu não concorrer na eleição de 2024, sendo substituída no Senado pelo democrata Ruben Gallego.